# Баур-Лормиан, Пьер Франсуа Мари
Пьер Франсуа Мари Баур-Лормиан (1770—1854) — французский поэт.

## Биография
Стал известен удачными переводами баллад Оссиана «Poésies d’Ossian» (1801), которые ввели в моду увлечение шотландским бардом. Его трагедия «Omasis, ou Joseph en Egypte» (1807) имела посредственный успех; трагедия «Mahomet II» (1811) была освистана.
Во французской академии (с 1815 г.) был ярым приверженцем классицизма, о чём свидетельствует, между прочим, его сатира «Le canon d’alarme», a также петиция, подписанная ещё шестью его единомышленниками, об изгнании романтизма из Théâtre-Français (1829).
Кроме многочисленных баллад, эпопей, мелких стихотворений, написал роман: «Duranti, оu la ligue en province» (1828).